# Зайцев Олександр Юрійович
Олекса́ндр Ю́рійович За́йцев  (нар. 16 квітня 1964, Львів, Україна) — український історик, доктор історичних наук, професор кафедри нової та новітньої історії України Українського католицького університету (УКУ).

## Освіта і професійна діяльність
1986 р. — закінчив історичний факультет Львівського державного університету ім. І.Франка.
1986—1987 рр. — викладач Львівського технікуму легкої промисловості.
1987—2003 рр. — лаборант, асистент, старший викладач, доцент кафедри історії України Українського державного лісотехнічного університету.
1994 р. — кандидат історичних наук зі спеціальності «Історія України». Тема дисертації «Парламентська діяльність політичних партій Західної України (1922—1939)».
2003—2004 рр. — доцент, завідувач кафедри соціальних і гуманітарних дисциплін Львівського Інституту менеджменту.
З 2004 р. — доцент, з 2005 — завідувач, з 2014  — професор кафедри історії України УКУ (з 2008 — кафедра нової та новітньої історії України).
13 травня 2014 р. захистив докторську дисертація на тему: «Український інтегральний націоналізм (1920—1930 — ті роки): генеза, еволюція, порівняльний аналіз».
Був редактором-упорядником числа № 20 часопису «Україна Модерна», присвяченого фашизму і правому радикалізму на сході Європи.
Монографія Олександра Зайцева «Український інтеґральний націоналізм (1920-ті — 1930-ті роки). Нариси інтелектуальної історії» здобула премію Канадського інституту український студій за найкращі українознавчі наукові публікації в галузі гуманітаристики та соціальних наук.
Сфера наукових інтересів: політична історія Західної України міжвоєнного періоду, український інтегральний націоналізм.

## Основні публікації

### Монографії
- Зайцев О., Беген О., Стефанів В. Націоналізм і релігія: Греко-Католицька Церква та український націоналістичний рух у Галичині (1920—1930–ті роки) / За заг. ред. О. Зайцева. Львів: Вид–во Українського католицького університету, 2011.
- Український інтегральний націоналізм 1920-1930-х років: Нариси інтелектуальної історії. — Київ: Критика, 2013. — 488 с.
- Націоналіст у добі фашизму. Львівський період Дмитра Донцова: 1922–1939 роки. Начерк інтелектуальної біографії. — Київ: Критика, 2019. — 344 с. ISBN 978-966-2789-12-6

### Наукові статті
- Український націоналізм і фашизм (1920-30-ті рр.) // Українські варіанти. 1998. № 1. C. 102—109.
- Фашизм і український націоналізм (1920-30-ті рр.) [Архівовано 2 квітня 2015 у Wayback Machine.] // «Ї»: незалежний культурологічний часопис. Число 16. Львів, 2000. С. 86-104.
- Український націоналізм та італійський фашизм (1922—1939) [Архівовано 7 березня 2016 у Wayback Machine.] // Україна Модерна. — 03.01.2012.
- The Lemko Problem as Seen in the Activities of Ukrainian Political Parties in the 1920s and 1930s // Best P. and Moklak J. (eds.) The Lemkos of Poland: Articles and Essays. Cracow and New Haven (Con.), 2000. P. 189—196.
- Інтерпретації фашизму в сучасній англо-американській історіографії // Україна модерна. Число 9. Київ; Львів, 2005. С. 173—183.
- Parlamentarna działalność partii ukraińskich w II Rzeczypospolitej // Biuletyn Ukrainoznawczy. 2007. Nr 13. Przemyśl, 2008. S. 96-113.
- Націоналізм як релігія: приклад Дмитра Донцова і ОУН (1920-1930-ті рр.) // Наукові записки Українського Католицького Університету. Ч. II. Серія «Історія». Вип. 1. Львів: УКУ, 2010. С. 163—189.
- Украинский интегральный национализм в поисках «особого пути» // Новое литературное обозрение. 2011. № 108. C. 28-44.
- ОУН і авторитарно націоналістичні рухи міжвоєнної Європи // Український історичний журнал. 2012. № 1. С. 89-101.
- Ідеологія і політична стратегія ОУН до 1939 року // Україна: культурна спадщина, національна свідомість, державність. Вип. 22: Українська повстанська армія в контексті національно-визвольної боротьби народів Центрально-Східної Європи. Львів, 2012. С. 47-65.
- Ukraińskie uniwersum symboliczne w II Rzeczypospolitej: inwazja integralnego nacjonalizmu // Metamorfozy społeczne. T. 4: Kultura i społeczeństwo II Rzeczypospolitej / Redaktorzy naukowi W. Mędrzecki, A. Zawiszewska. Warszawa: Instytut Historii PAN, 2012. S. 67-84.
- Ukrainian Integral Nationalism and the Greek-Catholic Church in 1920-30s // Catholicism and Fascism(s) in Europe 1918—1945: Beyond a Manichean Approach. Hildesheim; Zürich; New York: Georg Olms Verlag, 2013 (forthcoming).
- Споры о Бандере: размышления над книгой Гжегожа Россолинского-Либе Жизнь и посмертная жизнь украинского националиста // Форум новейшей восточноевропейской истории и культуры — Русское издание. — 2015. — № 2. — С. 276—285.